# 劳丹早熟禾
劳丹早熟禾（学名：Poa laudanensis）为禾本科早熟禾属下的一个种。